# Amanita nehuta
Amanita nehuta är en svampart som beskrevs av G.S. Ridl. 1991. Amanita nehuta ingår i släktet flugsvampar och familjen Amanitaceae.   Inga underarter finns listade i Catalogue of Life.

## Källor

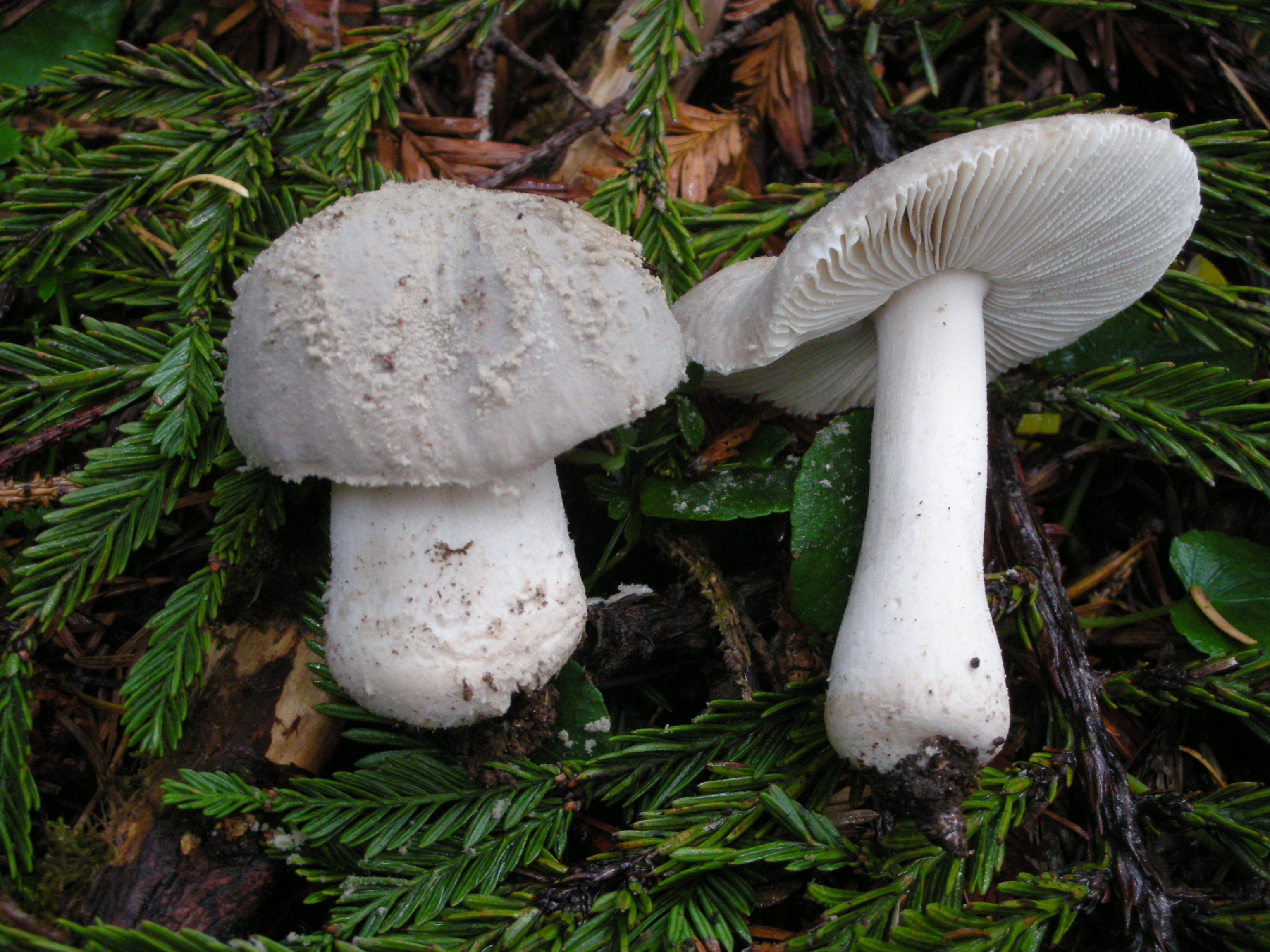